# Амивантамаб
Амивантамаб — лекарственный препарат, противоопухолевое моноклональное антитело для лечения рака легких. Одобрен для применения: США (2021).

## Механизм действия
Биспецифическое моноклональное антитело. Связывается с EGFR и MET.

## Показания
- метастатический немелкоклеточный[англ.] рак легких.[3]

## Беременность
- Женщины детородного возраста во время лечения и 3 мес. после него должны использовать методы контрацепции.[3]

## Способ применения
внутривенная инфузия.